# Bräumke
Die Bräumke ist ein 3,6 Kilometer langer, orographisch linker Nebenfluss der Hälver in Halver.

## Lage und Topografie
Der Bach entspringt auf 393 Meter ü. NN südlich des Halveraners Gewerbegebiets bei Oberlangenscheid und speist direkt nach der Quelle einen Teich. Anschließend fließt er parallel zur Bundesstraße 229 in östliche Richtung, nimmt linksseitig den Bach Langenscheid auf und  wechselt zwischen Oeckinghausen und Bruch in nördliche Richtung. Nun fließt er parallel zu Landesstraße 868 an Carthausen vorbei, wo er linksseitig Zufluss von dem Schlechtenbach erhält. Unterhalb des Heesfelder Hammers mündet er nach rund 3,6 km in der Hälver.